# Hemisferectomie
Hemisferectomie is een zeldzame chirurgische ingreep waarbij een cerebrale hemisfeer in de hersenen wordt verwijderd (de helft van de hersenen). Hemisferectomie wordt toegepast bij heftige epileptische aanvallen of andere ernstige neurologische aandoeningen.
In 1888 werd de eerste hemisferectomie uitgevoerd op een hond. Sindsdien is de procedure verfijnd en in de jaren 80 van de vorige eeuw geschikt gemaakt voor kinderen met heftige epilepsie. Waar bij hersenletsel (niet-aangeboren hersenletsel) de persoonlijkheid, geheugen en IQ verandert, is dit bij hemisferectomie niet het geval. Wanneer de helft van de hersenen wordt verwijderd, blijven de persoonlijkheid, het geheugen en de intelligentie intact. Het lijkt er dus op dat een aangetast brein slechter functioneert dan een brein waarin aangetaste delen worden verwijderd.
Na hemisferectomie is er een (veelal tijdelijke) verlamming van een helft van het lichaam. De andere hersenhelft moet het functioneren overnemen van de verwijderde hemisfeer. Bij kinderen komt de motoriek na verloop van tijd en veel oefenen met medisch specialisten weer terug.